# Miklavž pri Taboru
Miklavž pri Taboru este o localitate din comuna Tabor, Slovenia, cu o populație de 160 de locuitori.